# The Sound Above My Hair
"The Sound Above My Hair" è il terzo singolo estratto dall'album Under the Radar Over the Top dei Scooter, successivo a "J'adore Hardcore" e "Ti Sento". "The Sound Above My Hair" è stato eseguito per la prima volta dal vivo a The Dome 52.

## Video musicale
Il video musicale è stato presentato in anteprima su YouTube il 12 novembre 2009. Il video mostra i membri degli Scooter girare per la città tedesca di Wernigerode su un camion militare ceco con grandi altoparlanti attaccati. La band sul camion attira persone da tutta la città che seguono il camion mentre si muove. Sono accompagnati da suonatrici di cornamusa poco vestite, e finiscono al Castello di Wernigerode, dove hanno una folla che balla e applaude al brano. Un camion militare è stato noleggiato, e il video è stato girato sul posto a Wernigerode. Scooter ha permesso ai passanti di essere comparse nella scena finale del video, dove c'è una folla di molte persone che ballano. Il video musicale è apparso su Clubland TV il 17 novembre 2009, e il 18 novembre il distributore britannico della musica degli Scooter All Around the World ha caricato il video sul proprio canale YouTube, suggerendo che sarebbe stato il prossimo singolo nel Regno Unito. Questo ha sorpreso molti, poiché si aspettavano che "Ti Sento" fosse il prossimo singolo nel Regno Unito. Il 24 novembre, Kontor ha caricato una versione estesa del video su YouTube, ma l'ha segnata come video privato. Il video è stato rimosso poche ore dopo, e ricaricato il 26 novembre, ancora come video privato, ma questa volta con un messaggio sul sito ufficiale degli Scooter che il video sarebbe uscito il 27 novembre. Il video è uscito quella stessa mattina.
Il video è basato su una vecchia leggenda tedesca, il 'Rattenfänger von Hameln' (Il 'Pifferaio Magico' di Hamelin). Nella leggenda, c'è una piaga di ratti in città. Un cacciatore di ratti suona il suo flauto, e tutti i ratti escono dalle case e lo seguono fuori dalla città. Nel video, Scooter suona su un camion che percorre le strade e tutte le persone escono e li seguono fino al castello.

## Campioni
Il brano utilizza un campione di "Wonderful Life" della band inglese Black. Inoltre, il brano campiona anche l'inno del XIX secolo "Simple Gifts", reso popolare dal musical Lord of the Dance. H. P. Baxxter utilizza l'effetto Auto-Tune mentre canta.

## Elenco tracce

### CD singolo
1. The Sound Above My Hair (Radio Edit) – 3:38
2. Lucullus – 4:40

### Download
1. The Sound Above My Hair (Radio edit) – 3:38
2. The Sound Above My Hair (Electro mix) – 7:11
3. The Sound Above My Hair (Extended mix) – 6:39
4. Lucullus – 4:40